# Fala (album)
Fala – album kompilacyjny wydany przez firmę Polton w 1985 roku.
Producentem płyty jest Dr Avane. Montaż nagrań – Włodzimierz Kowalczyk i Tadeusz Czehak. Mix, overdub – Ekipa Dub Regulator, Shpenyagah, Max Hebel, Dr Avane. Projekt graficzny – Alek Januszewski. Zdjęcia – Robert Sobociński, Antoni Zdebiak, Prowokacja.

## Lista utworów[1]
Strona 1
1. 12 RA 3L – „Intro” – 0:45
2. Bakshish – „Czarna droga” (J. Kowalczyk, J. Kowalczyk) – 3:50
3. Prowokacja – „Prawo do życia, czyli kochanej mamusi” (Prowokacja, Prowokacja) – 2:55
4. Siekiera – „Fala” (T. Adamski, T. Adamski) – 1:25
5. Siekiera – „Idzie wojna” (T. Adamski, T. Adamski) – 3:35
6. Abaddon – „Kto” (Abaddon, Abaddon) – 2:00
7. Tilt – „Za zamkniętymi drzwiami (Widziałem cię)” (T. Lipiński, T. Lipiński) – 3:25

Strona 2
1. Dezerter – „Nie ma zagrożenia” (Dezerter, Dezerter) – 2:30
2. Kryzys – „Mam dość” (R. Brylewski, M. Góralski) – 2:50
3. Kultura – „Lew Ja i Ja Dub” (Kultura, Kultura) – 2:30
4. Rio Ras – „City Huk” (Rio Ras, Rio Ras) – 3:30
5. Dezerter – „Plakat” (Dezerter, Dezerter) – 3:10
6. Izrael – „Wolność” (R. Brylewski, R. Brylewski) – 8:10
7. Józef Broda – „Swoboda” (J. Broda, J. Broda) – 0:55